# Schwestern vom Guten Hirten

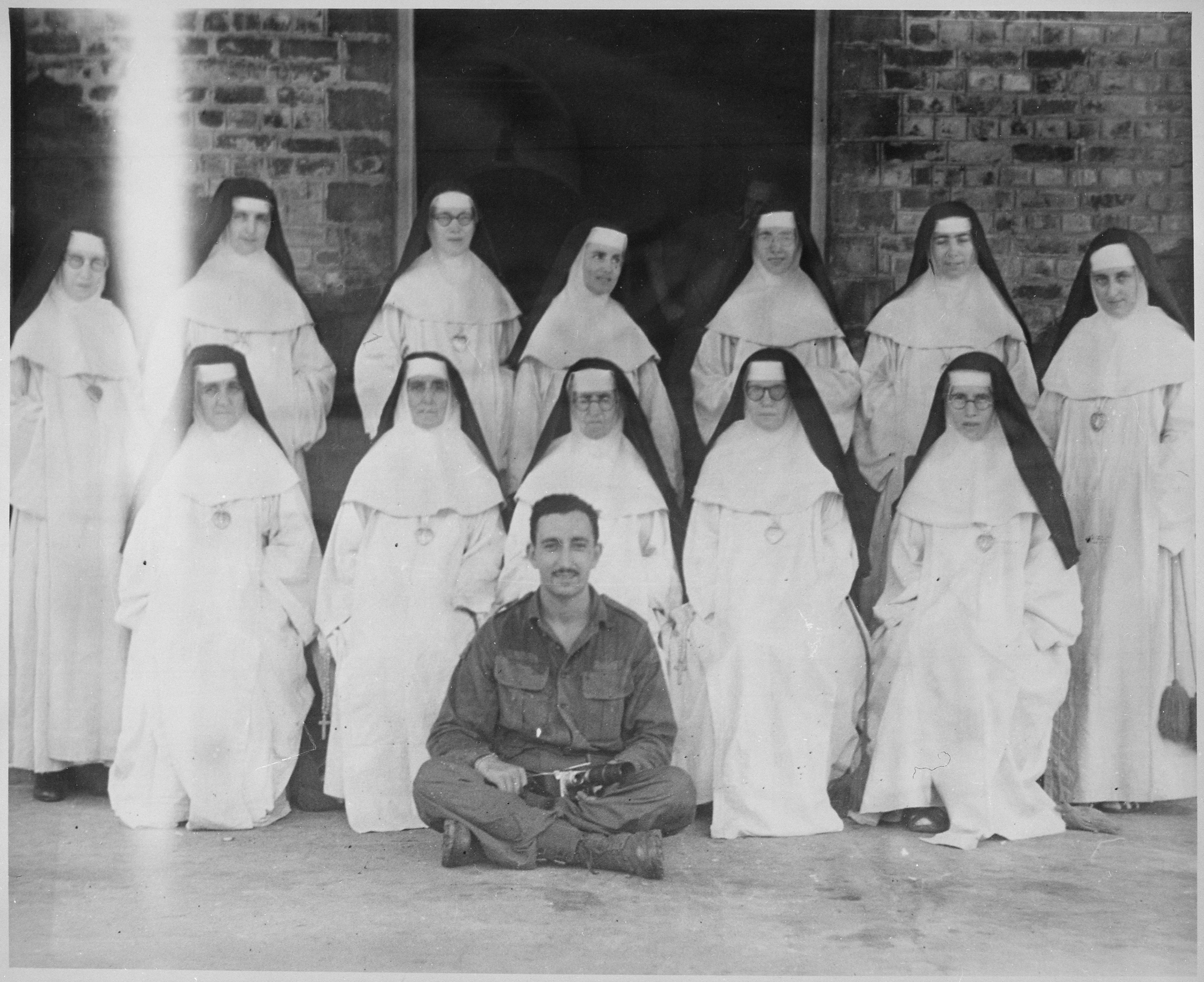
Schwestern vom Guten Hirten

Die Schwestern vom Guten Hirten, lateinisch Congregatio Filiarum BMV a Caritate Boni Pastoris, auch Töchter vom Guten Hirten, Ordenskürzel RGS (seltener ULFGH) sind eine 1835 in Frankreich gegründete internationale Kongregation, der derzeit über 5.000 Schwestern in Niederlassungen in etwa 65 Ländern auf allen fünf Kontinenten angehören. Die Gemeinschaft ist besonders der Arbeit für benachteiligte Frauen und Mädchen verpflichtet. Sie hat als Nichtregierungsorganisation (NGO) seit 1996 Beraterstatus (special consultative status) beim Wirtschafts- und Sozialrat der Vereinten Nationen (ECOSOC). Derzeit (Stand November 2007) haben dort 3.051 Organisationen Beraterstatus.
In der Provinz Österreich–Schweiz–Tschechien gibt es derzeit elf Niederlassungen der Kongregation, in denen insgesamt 85 Schwestern leben. In Deutschland hat der Orden heute 25 Konvente, in den Bistümern Erfurt, Köln, Limburg, München-Freising, Münster, Paderborn, Regensburg, Trier und Würzburg. Daneben arbeiten insbesondere in Europa, wo die Gemeinschaft Schwesternmangel hat, auch assoziierte Laien mit dem Orden zusammen.
Das Symbol der Schwestern vom Guten Hirten ist ein Kreuz mit dahinter gezeichnetem Herz; vor dem Langholz des Kreuzes steht ein Bischofsstab.

## Ordensentwicklung
Die Kongregation der Schwestern vom Guten Hirten geht auf den Orden Unserer Frau von der Liebe (1651 kirchenrechtlich anerkannt) zurück, der unter dem Heiligen Johannes Eudes (1601–1680) im französischen Caen (Normandie) 1641 als Hilfseinrichtung für Prostituierte, die ihren Beruf aufgeben wollten, ins Leben gerufen worden war. Der schnell wachsende Orden weitete seine Arbeit auf weitere Dienste für Mädchen und Frauen aus.

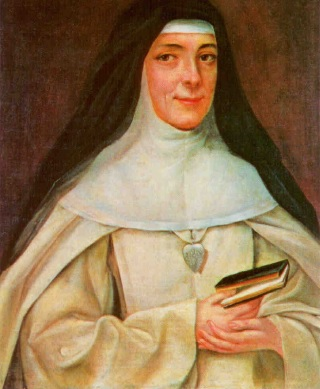
Maria Euphrasia Pelletier

1829 gründete die später heiliggesprochene Ordensschwester und Generaloberin Maria Euphrasia Pelletier (1796–1868) mit fünf weiteren Schwestern eine Niederlassung in einer verfallenen Kattunfabrik im französischen Angers (an der Loire), die sie Haus vom Guten Hirten nannte. Pelletier organisierte die sich entwickelnde Gemeinschaft mit einem Generalat in Angers (später nach Rom verlegt), um die an mehreren Orten neu gegründeten Häuser vom Guten Hirten zu vernetzen. Am 9. Januar 1835 wurde Pelletier als Generaloberin der Kongregation Unserer Frau von der Liebe des Guten Hirten von Angers anerkannt und das Dekret sieben Tage später durch Papst Gregor XVI. approbiert.
1838 entstand das erste Haus im Ausland, in Rom; 1840 kamen die Schwestern nach Deutschland und gründeten zunächst das Haus des Guten Hirten in München und 1848 das Kloster vom Guten Hirten in Aachen. 1864 umfasste die in acht „Provinzen“ gegliederte Gemeinschaft bereits 92 Häuser mit 1868 Schwestern und 349 Novizinnen. Zusätzlich zu den sozial engagierten Häusern gründete Pelletier auch einen kontemplativen Ordenszweig der Schwestern vom Guten Hirten, der die Arbeit der anderen Häuser durch Gebet unterstützte. Das Generalat befindet sich seit Ende der 60er Jahre in Rom, Via R. Sardiello, in einem Gebäude des Architekten Silvio Galizia.
Auch in den folgenden Jahren wuchs der Orden stark an. Inzwischen herrscht vor allem in Europa aber Schwesternmangel. Mehrere Häuser (z. B. in Trier und Schwandorf (1996)) wurden in den vergangenen Jahren aufgegeben, außerdem wird verstärkt die Zusammenarbeit mit „assoziierten Laien“ gesucht.

## Generaloberinnen
- Maria Euphrasia Pelletier (1835–1868)
- Maria Pierre de Coudenhove (1868–1892)
- Maria Marine Verger (1892–1905)
- Maria Domitille Larose (1905–1928)
- Maria Jean de la Croix Balzer (1928–1940)
- Maria Ursule Jung (1940–1960)
- Maria Thomas d’Aquin Lee (1960–1973)
- Maria Bernadette Fox (1973–1985)
- Maria Gema Cadena (1985–1991)
- Maria Liliane Tauvette (1991–2003)
- Brigid Lawlor (2003-)

## Bekannte Ordensmitglieder

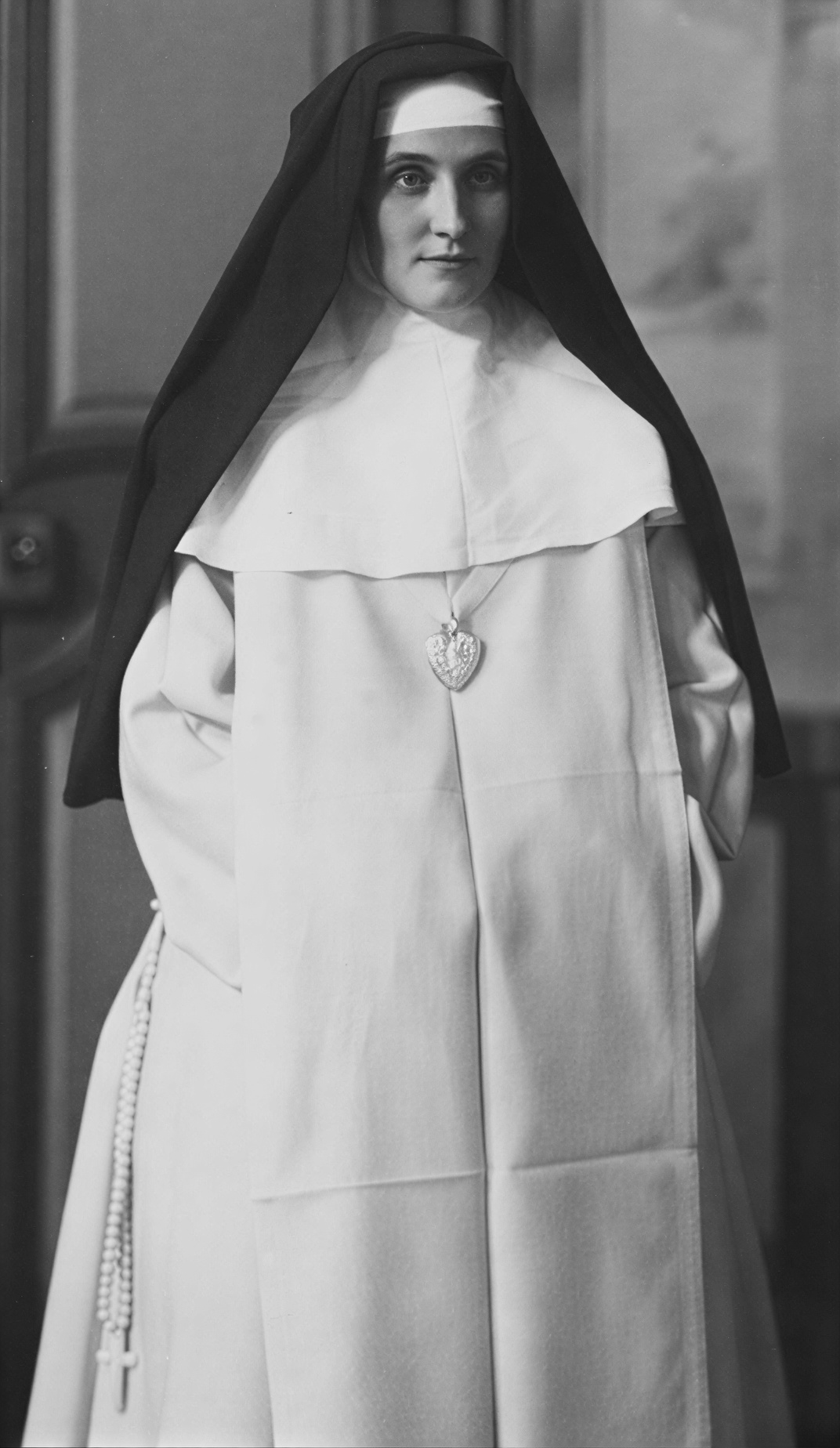
Maria vom Göttlichen Herzen Droste zu Vischering

- Maria Euphrasia Pelletier (1796–1868), Ordensgründerin
- Maria vom Göttlichen Herzen (1863–1899), Mystikerin
- María Agustina Rivas López (1920–1990), Märtyrerin